# Rengo
Rengo é uma comuna da província de Cachapoal, localizada na Região de O'Higgins, Chile. Possui uma área de 591,5 km² e uma população de 50.830 habitantes (2002).

## Esportes
A cidade de Rengo possui um clube no Campeonato Chileno de Futebol, o Club Deportivo Atlético Caupolicán, que joga de mandante no Estádio Municipal Guillermo Guzmán Díaz.[carece de fontes?] Outro clube da cidade é o Club de Deportes Rengo